# Jabbour Douaihy
Jabbour Douaihy (en arabe : جبور الدويهي), né 5 janvier 1949 à Zghorta (Liban) et mort le 23 juillet 2021 à Ehden (Liban), est un écrivain libanais.

## Biographie
Il est professeur de littérature française à l’université libanaise de Tripoli, traducteur et critique au journal L'Orient littéraire.

## Œuvres
- L’Âme de la forêt Horch Ehden, Kesrouan, Liban, Éditions Hatem, 1998, 48 p. (BNF 43409243)
- Équinoxe d’automne [« Iʿtidāl al-ẖarīf »], trad. de Naoum Abi-Rached, Toulouse, France, Centre d’études du monde arabe et asiatique de l’université de Toulouse-Le Mirail, 2000, 125 p.  (ISBN 2-9507733-8-9)
- Rose Fountain Motel [« Ayn Wardaẗ »], trad. d’Emmanuel Varlet, Arles, France, Actes Sud, coll. « Mondes arabes », 2008, 316 p.  (ISBN 978-2-7427-8111-9)
- Pluie de juin [« Maṭar ḥuzayrān »], trad. d’Houda Ayoub et Hélène Boisson, Arles, France, Actes Sud, coll. « Mondes arabes », 2010, 311 p.  (ISBN 978-2-7427-8999-3)[2],[3] ; traduit en anglais, finaliste de l'International Prize for Arabic Fiction[4].
- Saint Georges regardait ailleurs [« Šarīd al-manāzil »], trad. de Stéphanie Dujol, Arles, France, Actes Sud/L'Orient des Livres, coll. « Mondes arabes », 2013, 347 p.  (ISBN 978-2-330-01636-4)[5]

- prix de la jeune littérature arabe 2013; traduit en anglais (The Vagrant), en italien et en allemand ; finaliste de l'International Prize for Arabic Fiction.
- Le Quartier américain [« Hayy Al Amerkan »], trad. de Stéphanie Dujol, Arles, France, Actes Sud/L'Orient des Livres, coll. « Mondes arabes », 2015, 208 p.  (ISBN 978-2-330-05308-6)
- Le Manuscrit de Beyrouth [« طبع في بيروت"، دار الساقي »], trad. de Stéphanie Dujol, Arles, France, Actes Sud/L'Orient des Livres, coll. « Mondes arabes », 2017, 240 p.  (ISBN 978-2-330-08225-3)

### Saint-Georges regardait ailleurs
Le héros de ce roman est un Libanais musulman, adopté dans son enfance par une famille chrétienne. Dans un entretien, l'auteur rapproche la situation de son personnage de celle, plus fréquente, des enfants issus d'un mariage mixte entre un(e) chrétien(e) et un(e) musulman(e), dont l'identité religieuse est de ce fait complexe, multiple ; il déclare par ailleurs s'être inspiré pour cette œuvre de fiction d'une histoire vraie. Le roman dénonce l'enfermement obligatoire des individus dans une communauté religieuse, et "la haine de l’autre vu uniquement par le prisme de sa religion".
Le titre en langue originale, « Šarīd al-manāzil », peut se traduire par "Sans domicile". L'éditeur français prend appui, pour le choix du nouveau titre, sur un passage du livre dans lequel il est question de Saint-Georges, patron protecteur de Beyrouth, qui aurait "regardé ailleurs" au milieu des années 1970, de sorte que cette ville aurait été ravagée par la guerre civile à cause de ce moment de "distraction" du saint patron (l'action du roman est contemporaine des premiers temps de la guerre civile libanaise).

### Pluie de juin
Le protagoniste principal, "Elya al Kfouri, vit aux États-Unis. Plus de vingt ans après avoir quitté le Liban, son pays natal, il y revient. Sa mère y vit encore, son père a été tué lors d'un règlement de comptes entre familles chrétiennes maronites dans le village de Borj-el-Hawa, au sortir d'obsèques à l'église, alors qu'Elya venait juste d'être conçu. Sa mère n'a eu alors de cesse de l'éloigner de ce village", et de la violence qui y règne. "À son retour au village, Elya entreprend de savoir ce qui s'est passé lors de la tuerie qui a coûté la vie à son père. Il tente de rassembler les morceaux du puzzle. Il retrouve des survivants, interroge leur mémoire. Tous donnent des versions différentes".
"Les chapitres adoptent successivement le point de vue d’Elya [...], celui de sa mère Kemleh, qui a quasiment perdu la vue [...], et celui d’hommes et de femmes qui ont vécu le drame". Le récit déroule "la spirale de la vengeance dans un cycle infernal de vendetta qui oppose les deux familles du village, les Rami et les Semaani".
Le livre transpose une histoire qui a réellement eu lieu dans le village libanais chrétien de Méziara (Borj-el-Hawa dans le roman) en 1957, et dont l'auteur, qui avait alors sept ou huit ans, a des souvenirs personnels : "une véritable guerre civile locale a opposé plusieurs familles, que j’ai réduites à deux clans antagonistes dans le roman, et dont le point de départ consistait en une rivalité politique à l’approche d’une élection présidentielle". Ce qui s'est passé alors dans ce microcosme apparaît comme une préfiguration de la guerre civile libanaise de 1975 ; le village a été divisé par une ligne de démarcation (comme Beyrouth le sera vingt ans plus tard), les mariages alliant des hommes et des femmes issus de clans différents se sont défaits, la haine s'est installée.